# 193e division de fusiliers (1re formation)
Pour les articles homonymes, voir 193e division.
La 193e division de fusiliers (russe : 193-я стрелковая дивизия) est une division d'infanterie de l'Armée rouge pendant la Seconde Guerre mondiale.

## Historique
La 193e division de fusiliers est créée dans le district militaire de Kharkov le 14 mars 1941. Le 22 juin, elle est encore en formation près de Kamenka dans le district militaire de Kiev et son ordre de bataille est le suivant :
- 685e régiment de fusiliers
- 883e régiment de fusiliers
- 895e régiment de fusiliers
- 384e régiment d'artillerie légère
- 193e régiment d'obusiers
- 50e bataillon antichar
- 4e bataillon de sapeurs

La division, commandée par le colonel AK Berestov, forme le 31e corps de fusiliers (ru) avec les 195e (ru) et 200e division de fusiliers (ru). Au début de l'invasion allemande, ce corps est sous le commandement direct du district militaire spécial de Kiev, bientôt rebaptisé front du Sud-Ouest, et est positionné au deuxième échelon au sud-est de Sarny. Le 28 juin, le corps est affecté à la 5e armée et la 193e division combat à Rojichtche et Kivertsi. Le 8 juillet, il ne restait plus que 3 500 hommes et moins de 35 canons et mortiers de tous types. Le 19 août, alors que la 5e armée entame sa retraite, il ne reste plus à la division que 600 hommes ; la semaine suivante, elle reçoit 4 500 hommes de réservistes et de volontaires, mais manque presque totalement d'armes lourdes. En septembre, la 193e division est encerclée avec la 5e armée dans la poche de Kiev et détruite. Le numéro de la division est officiellement rayé de l'ordre de bataille soviétique le 27 décembre.